# Lee Eun-woo
Lee Eun-woo (이은우?; Seul, 22 agosto 1980) è un'attrice sudcoreana.

## Biografia
Originaria di Seul, nel 2003 ha esordito come attrice teatrale nel musical Guys and Dolls. Dopo aver ottenuto il suo primo ruolo cinematografico nella pellicola del 2006 Punch Strike, è salita alla ribalta grazie all'interpretazione del doppio ruolo di amante e madre nel controverso film diretto da Kim Ki-duk Moebius.

## Filmografia

### Musical e teatro
- Guys and Dolls (2003)
- Porgy and Bess (2004)
- Chicago (2005)
- Re Lear (King Lear) (2006)

### Cinema
- Punch Strike (펀치 스트라이크?), regia di Park Young-hoon (2006)
- Gwisin-iyagi (귀신이야기?), regia di Lim Jin-pyung (2008)
- Bunno-ui yunnihak (분노의 윤리학?), regia di Park Myung-rang (2013)
- Moebius (뫼비우스?, Moebi-useuLR), regia di Kim Ki-duk (2013)
- Spy (스파이?, Seupa-iLR), regia di Lee Seung-joon (2013)
- Sin-ui seonmul (신의 선물?), regia di Moon Si-hyun (2014)
- Il dae il (일대일?), regia di Kim Ki-duk (2014)
- Gyeongju (경주?), regia di Zhang Lu (2014)
- Tokyo Love Hotel (さよなら歌舞伎町?, Sayonara Kabukichō), regia di Ryūichi Hiroki (2014)
- Daeho (대호?), regia di Park Hoon-jung (2015)

### Televisione
- TV Bang-ja jeon (TV 방자전?) – serie TV (2011)
- Binnageona michigeona (빛나거나 미치거나?) – serie TV (2015)
- Signal (시그널?, SigeuneolLR) – serie TV, episodi 7-8 (2016)
- Dangsin-i jamdeun sa-i-e (당신이 잠든 사이에) – serie TV (2017)
- Somebody (썸바디?, SseombadiLR) – serie TV (2022)